# قائم‌آباد (خوسف)
قائم‌آباد یک روستا در ایران است که در دهستان قلعه زری شهرستان خوسف واقع شده‌است. قائم‌آباد ۱۱ نفر جمعیت دارد.